# Čertižné
Čertižné (in tedesco Teufelsberg, in ungherese Nagycsertész, in ruteno Čertižne) è un comune della Slovacchia facente parte del distretto di Medzilaborce, nella regione di Prešov. La popolazione è in maggioranza di etnia rutena.
Fu menzionata per la prima volta in un documento storico nel 1431 con il nome di Cherthws, quando apparteneva alla Signoria di Humenné. Nel XVI secolo passò ai Csáky, ai Szirmay e nel 1863 ai Dobrianszky.